# Unistohastična matrika
Unistohastična matrika (tudi unitarno stohastična) je dvojno stohastična matrika, ki ima za elemente kvadrate absolutnih vrednosti neke unitarne matrike.

## Definicija
Predpostavimo, da je kvadratna matrika {\displaystyle B\,} dvojno stohastična matrika. Takšna matrika ima vsoto elementov v poljubni vrstici ali stolpcu enako 1, vsi njeni elementi pa so nenegativna realna števila. Če obstoja unitarna matrika {\displaystyle U\,} tako, da velja 
{\displaystyle b_{ij}=|u_{ij}|^{2}{\text{ za }}i,j=1,\dots ,n.\,}
kjer so 
- {\displaystyle b_{ij}\,} elementi matrike {\displaystyle B\,}
- {\displaystyle u_{ij}\,} elementi matrike {\displaystyle U\,}

potem je matrika {\displaystyle B\,} unistohastična matrika.
Vse dvojno stohastične matrike {\displaystyle 2\times 2\,} so unitarno stohastične in ortostohastične. Za matrike z večjo razsežnostjo to ne velja več. Že za matrike {\displaystyle 3\times 3\,} obstoja matrika, ki ni stohastična:
{\displaystyle B={\frac {1}{2}}{\begin{bmatrix}1&1&0\\0&1&1\\1&0&1\end{bmatrix}}}